# Conjunt Sant Nicasi
El Conjunt Sant Nicasi és un conjunt d'edificis del municipi de Gavà (Baix Llobregat) que forma part de l'Inventari del Patrimoni Arquitectònic de Catalunya.

## Descripció
És un conjunt de cases que mantenen bastant la tipologia originària, planta baixa i pis amb balcó o sense i eixida al darrere. Cal destacar la casa núm. 66, del segle xviii. És una casa de pagès que s'aixeca al mig de la trama urbana, i a la banda dreta s'hi conserva encara l'antic forn de pa, adossat a la façana. Un altre exemple és el núm. 57: Cal Nicanor. Aquest edifici es caracteritza per una acurada arquitectura, que té atenció pels mínims detalls. Les reixes de forja, l'ornamentació són de gran qualitat.

## Història
El carrer de Sant Nicasi, antic camí de les canals, es formà entorn del Raval dels Carters. A finals del s. XVIII, la família Amat, era propietària d'una bòbila, i va edificar una renglera de cases. A mitjans del s. XIX, el carrer comptava ja amb seixanta-set cases.